# Aoukar

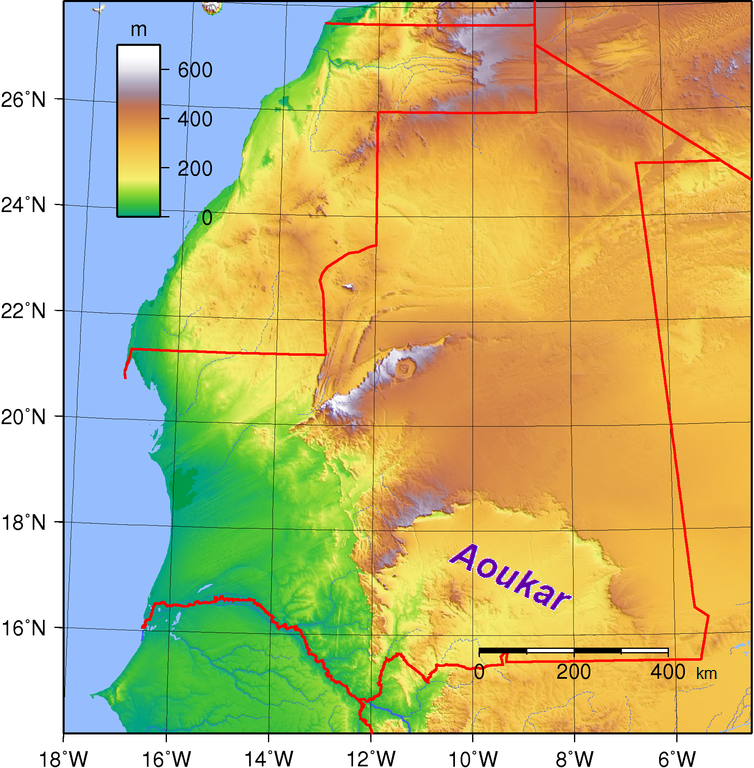
Aoukar-Wüste in Mauretanien

Als Aoukar, auch Erg Aoukar, wird verschiedentlich die Naturregion El Hodh („das Becken“) im südöstlichen Mauretanien bezeichnet. Zwar ist in diesem Becken zweimal Aoukar als Landschaftsbezeichnung zu finden, jedoch wird auch ein riesiges Dünengebiet im Westen Mauretaniens als Aoukar bezeichnet. Ferner gibt es im Erg Chech mehrere Nachweise für topographische Bezeichnungen, die den Begriff Aoukar verwenden. Auch in Marokko ist der Begriff für eine Reihe von Bergen, Hügeln und Lokalitäten zu finden. Der Begriff El Hodh hingegen hat nur Treffer in der fraglichen Naturregion Mauretaniens. Aus der Art der überregionalen Verwendung des Begriffs Aoukar lässt sich ableiten, dass er sich auf den Teil des Beckens beschränkt, der den Charakter einer Sandwüste hat.

## Geografie
Die Aoukar-Wüste liegt zwischen der Stadt Kiffa in der Region Assaba im Westen und der Stadt Néma in der Region Hodh Ech Chargui im Osten auf einer Höhe von ca. 240 Metern über dem Meeresspiegel. Im Norden wird sie durch das Tagant-Plateau begrenzt, im Süden durch die Grenze zur Republik Mali.

## Geschichte
In der Zeit vom Jahre 1.700 vor Christus bis ungefähr 400 vor Christus war die Senke El Hodh von einem abflusslosen endorheischen See bedeckt. An seinem Ufer siedelten Menschen, die jedoch mit der Austrocknung des Sees ihre Lebensgrundlagen verloren. Von ihren verlassenen Siedlungen sind bis heute etwa vierhundert gefunden worden. 

## Tierwelt
Die Aoukar-Wüste ist eines der wenigen natürlichen Rückzugsgebiete der Mendesantilope (Addax). Die Art ist in ihrem Fortbestand in den Wüstengebieten Afrikas und Asiens ernsthaft bedroht.